# Põitse
Koordinaten: 58° 39′ N, 23° 11′ O
Põitse (bis 1997 Pöitse; deutsch Poitsi) ist ein Dorf (estnisch küla) auf der drittgrößten estnischen Insel Muhu. Es gehört zur gleichnamigen Landgemeinde (Muhu vald) im Kreis Saare (Saare maakond).
Der Ort liegt vierzehn Kilometer nordwestlich des Fährhafens Kuivastu. Er hat 29 Einwohner (Stand 31. Dezember 2011).